# 三浦時子
三浦 時子（みうら ときこ、本名：橘煕子〈旧名：美笑子、喜美子〉、1913年3月20日 - 1960年）は、宝塚少女歌劇団（現在の宝塚歌劇団）で男役と娘役の両方を演じ、花組組長も務めた人物である。鳥取県出身。宝塚歌劇団時代の愛称はタッチン、由来は本名から曉るり子が命名、それ以前は金時だった。
橘薫と共に戦前のレビュー時代のデュエット歌手。

## 略歴
1923年、宝塚歌劇団13期生として宝塚音楽歌劇学校（現在の宝塚音楽学校）に入学するとともに、宝塚少女歌劇団に入団。
1936年 - 1941年、花組組長。
1941年、宝塚歌劇団を退団、最後の舞台は12月、北野劇場で行われた「乗合船」。

## 宝塚歌劇団時代の主な舞台出演
- 『孔雀物語』（雪組）（1927年1月1日 - 1月31日、宝塚大劇場）
- 『ピーター・パン』（雪組）（1927年7月1日 - 7月31日、宝塚大劇場）
- 『パリゼット』（月組）（1930年8月1日 - 8月31日、宝塚大劇場）
- 『春のをどり (七曜譜)』『フービーガール』（雪組）（1932年4月1日 - 4月30日、宝塚大劇場）
- 『巴里ニューヨーク』（花組）（1933年1月1日 - 1月31日、宝塚大劇場）
- 『サーカス』（月組）（1933年2月1日 - 2月28日、宝塚大劇場）
- 『カルナヴァル』（雪組）（1934年6月1日 - 6月30日、宝塚大劇場）
- 『メルヘンランド』（雪組）（1935年1月1日 - 1月24日、宝塚大劇場）
- 『ミュージック・アルバム』（花組）（1936年1月1日 - 1月31日、宝塚大劇場）
- 『ロザリータ』（雪組）（1936年5月6日 - 5月26日、中劇場）
- 『サーカス』（星組）（1937年2月7日 - 2月21日、中劇場）
- 『宝石パレード』（花組）（1937年10月1日 - 10月31日、宝塚大劇場）
- 『プリムローズ』（花組）（1937年11月6日 - 11月23日、中劇場）
- 『チロルよいとこ』『吉例春のをどり』（花組）（1938年4月1日 - 4月30日、宝塚大劇場）
- 『五十番街の少女達』（花組）（1938年5月7日 - 5月22日、中劇場）
- 『春は再び来りぬ』（花組）（1939年1月26日 - 2月25日、宝塚大劇場）
- 『歌のある繪本』（花組）（1939年11月26日 - 12月28日、中劇場）
- 『プリンス街へ行く』『四天王寺縁起』（花組）（1940年2月26日 - 3月24日、宝塚大劇場）
- 『世界の詩集』（花組）（1940年5月26日 - 6月24日、宝塚大劇場）
- 『日本民謡集』（花組）（1940年8月27日 - 9月24日、宝塚大劇場）
- 『日本名婦傳』（花組）（1941年1月26日 - 2月24日、宝塚大劇場）
- 『世界の市場』（花組）（1941年3月26日 - 4月24日、宝塚大劇場）
- 『こども風土記』（花組）（1941年6月26日 - 7月24日、宝塚大劇場）
- 『歓喜の唄』（花組）（1941年10月26日 - 11月24日、宝塚大劇場）